# 台ヶ森温泉
台ヶ森温泉（だいがもりおんせん）は、宮城県黒川郡大和町（旧国陸奥国、明治以降は磐城国）にある温泉。

## 泉質
- 含硫黄−ナトリウム・カルシウム−塩化物冷鉱泉
  - 泉温　19℃
- 源泉温度が低いため、加温している。

## 温泉地
南川ダムヘ向かう途中の七ツ森の麓に、一軒宿の「山野川旅館」が存在。
浴室は内風呂のみで、日帰り入浴可能。

## 歴史
開湯は延宝年間。発見者である伊達家家臣の某なる武士は半身不随の病に罹っていた。
満願の夜、夢に老翁が現れ「我は薬師如来なるが、病気平癒する泉を告げん。台ヶ森なる地に泉あり」とお告げを授けた。翌朝、その場所へ行くと泉が湧いていた。
入浴してみると効能があることに気づき、薬師如来を祀って、湯治場を開設した。大正2年（1913年）にドイツで開かれた万国温泉質博覧会で、銀盃を受賞した。
旅館の創業は昭和9年（1934年）。しかし、改装を平成7年（1995年）に行っている。

## アクセス
- JR東北新幹線・仙石線・仙台地下鉄東西線仙台駅から、バスで50分。
- JR東北新幹線・陸羽東線古川駅より、車で30分、
- 東北自動車道大和ICより、車で25分。